# An Omen
An Omen (znany również jako SIGIL 03) – drugi minialbum industrialnego zespołu How to Destroy Angels, wydany 13 listopada 2012 roku przez Columbia Records. Album został 5 dni przed premierą udostępniony do odsłuchu za darmo na oficjalnej stronie grupy na SoundCloud. An Omen nie został wydany na płytach CD – wyłącznie w formacie cyfrowym i na płytach winylowych. Singlem promującym An Omen został utwór "Keep It Together". Cztery piosenki z minialbumu pojawiły się na debiutanckim albumie studyjnym zespołu Welcome Oblivion.

## Lista utworów
1. "Keep It Together" – 4:29
2. "Ice Age" – 7:00
3. "On the Wing" – 4:54
4. "The Sleep of Reason Produces Monsters" – 4:25
5. "The Loop Closes" – 4:48
6. "Speaking in Tongues" – 6:59